# Hradske, Trosteaneț
Hradske (în ucraineană Градське) este un sat în comuna Hrebenîkivka din raionul Trosteaneț, regiunea Sumî, Ucraina.

## Demografie
Componența lingvistică a localității Hradske
     Ucraineană (96%)
     Rusă (4%)
Conform recensământului din 2001, majoritatea populației localității Hradske era vorbitoare de ucraineană (96%), existând în minoritate și vorbitori de rusă (4%).